# Droits LGBT aux Seychelles

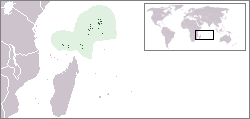
Localisation des Seychelles.

Les personnes lesbiennes, gays, bisexuelles et transgenres (LGBT) aux Seychelles font face à des difficultés légales que ne connaissent pas les résidents non-LGBT.

## Homosexualité
L'ancien article 151 du Code pénal des Seychelles disposait :
Toute personne qui -
(a) a une relation charnelle avec toute personne contre l'ordre de la nature; ou
*    *    *    *
(c) permet à un homme d'avoir une relation charnelle... contre l'ordre de la nature,
est coupable d'un crime, et est passible d'un emprisonnement de quatorze ans.
L'homosexualité féminine n'était pas couverte par cet article et n'était donc pas pénalisée:page: 34.
En 2011, le Gouvernement annonce qu'il acceptera de dépénaliser l'homosexualité « assez rapidement, si la société et le Gouvernement le veulent ainsi » lors d'une session de révision périodique du Conseil des droits de l'homme des Nations unies.
Le 29 février 2016, 60 ans après l'introduction de la loi coloniale pénalisant l'homosexualité, le Conseil des ministres des Seychelles annonce son intention de la dépénaliser et que celle-ci sera l'occasion d'un vote à l'Assemblée Nationale d'ici la fin de l'année 2016,,,.
Le 17 mai 2016, l'Assemblée nationale adopte un amendement au Code pénal mettant fin ainsi à la pénalisation de l'homosexualité ; il est adopté par 14 voix pour, 14 abstentions et 4 absents,.

## Reconnaissance légale des couples homosexuels
Il n'existe actuellement aucune reconnaissance légale (union civile ou mariage) des couples homosexuels aux Seychelles.

## Tableau récapitulatif
| Dépénalisation de l’homosexualité                                                   | Depuis 2016 |
| Majorité sexuelle identique à celle des hétérosexuels                               | Oui         |
| Interdiction des discours de haine contre les LGBT                                  | Depuis 2006 |
| Interdiction de la discrimination liée à l'orientation sexuelle à l'embauche        | Non         |
| Interdiction de la discrimination liée à l'identité de genre dans tous les domaines | Non         |
| Mariage civil ou partenariat civil                                                  | Non         |
| Adoption conjointe dans les couples de personnes de même sexe                       | Non         |
| Adoption par les personnes homosexuelles célibataires                               | Non         |
| Droit pour les gays de servir dans l’armée                                          | Non         |
| Droit de changer légalement de genre (après stérilisation)                          | Non         |
| Gestation pour autrui pour les gays                                                 | Non         |
| Accès aux FIV pour les lesbiennes                                                   | Non         |
| Autorisation du don de sang pour les HSH                                            | Non         |